# Entérotype
Un entérotype est un groupe de composition bactérienne intestinale spécifique chez l'humain. 
Ce serait un type particulier, au même titre que les groupes sanguins par exemple. L'appartenance à un type donné ne serait pas liée à l'origine ethnique, l'âge ou l'état de santé.
Il en existe trois types bien distincts, liés au régime alimentaire, d'après l'étude du Perelman School of Medicine de Philadelphie (Pennsylvanie): 
- le type 1 est caractérisé par de hauts niveaux de Bacteroides, c'est celui du régime occidental riche en viandes,
- le type 2 a beaucoup de Prevotella, il est lié aux régimes riches en glucides,
- le type 3 a un haut niveau de Ruminococcus[4],[5],[6].